# Jagdszenen aus Niederbayern
Jagdszenen aus Niederbayern is een West-Duitse bioscoopfilm uit 1969 van regisseur Peter Fleischmann met Martin Sperr in de hoofdrol. Andere rollen werden gespeeld door Angela Winkler, in haar filmdebuut, en Hanna Schygulla. Voor die laatste betekende de film haar internationale doorbraak.
De film is een aanklacht tegen de discriminatie van homoseksuelen. Jagdszenen aus Niederbayern werd gedraaid in 1968 in het dorp Unholzing bij Landshut. De film beleefde zijn internationale première tijdens het Filmfestival van Cannes in 1969. In 1970 was het de officiële West-Duitse inzending voor de Oscars.